# Шарнер, Пауль
Па́уль Йо́зеф Ге́рберт Ша́рнер (нем. Paul Josef Herbert Scharner; родился 11 марта 1980 в Шайбсе, Австрия) — австрийский футболист. Выступал за сборную Австрии. Играл в защите и полузащите, но многими специалистами считался универсальным защитником, хотя никогда не играл на левом фланге.

## Клубная карьера
В первые годы своих выступлений Пауль играл за австрийские клубы «Аустрию» из Вены и «Казино» из Зальцбурга. В 2005 году он перешёл в норвежский «Бранн».
Шарнер провёл успешный сезон в 2005 году в Норвегии, получив приз лучшего игрока клуба по версии фанатов и вошёл в число лучших игроков чемпионата Норвегии по версии журналистов. Своим успехом он привлёк внимание многих европейских клубов.
22 декабря 2005 года Пауль подписал контракт с клубом «Уиган Атлетик» на три с половиной года. Стоимость трансфера составила два с половиной миллиона фунтов стерлингов, что стало крупнейшим трансфером «Бранна» в истории.
В своём первом матче за «Уиган» (в Кубке лиги против «Арсенала») Шарнер забил победный гол, а также сыграл в финале против «Манчестер Юнайтед» («красные дьяволы» разгромили команду Шарнера со счётом 4:0). 22 марта 2009 года Шарнер провёл свою сотую игру в составе «Уигана» против «Халл Сити», что стало рекордом для клуба — Пауль стал первым игроком клуба, достигшим такой отметки.
30 августа 2009 года он забил свой первый гол в ворота «Эвертона». После проигрыша МЮ со счётом 0:5 Шарнер перешёл на позицию атакующего полузащитника, что посчитал логичным и тренер Роберто Мартинес. 22 ноября 2009 года Шарнер забил единственный гол в матче против «Тоттенхэма», который закончился унизительным разгромом его команды со счётом 9:1 (к слову, Шарнер подыграл рукой себе в эпизоде со своим забитым мячом). 19 апреля 2010 года он объявил о своём уходе из клуба по окончании сезона.
30 августа 2010 года Шарнер подписал договор на два года с клубом «Вест Бромвич Альбион», будучи свободным агентом. Его одноклубник Джеймс Моррисон утверждает, что хотя Шарнер и был своеобразным чудаком, но произвёл положительное впечатление на команду. Сам Пауль не привык к игре в центре защиты и перешёл на позицию центрального полузащитника. В клубе он отличился четыре раза, участвовал в победе 3:2 над «Сандерлендом». 21 декабря 2011 года забил исторический гол в ворота «Ньюкасла» на 85-й минуте и принёс своей команде победу на стадионе «сорок» впервые с 1977 года. Также 17 марта 2012 года он забил гол в ворота своего бывшего клуба «Уигана» и принёс команде ничью 1:1.
Попытка продлить его контракт хотя бы на год оказалась неудачной, и 8 мая Пауль объявил об уходе из команды по окончании сезона.
10 августа 2012 года Шарнер подписал на 2 года контракт с немецким клубом «Гамбург».

## В сборной
Ранее Шарнер привлекался в сборные до 19 лет и до 21 года. Дебют в основной сборной состоялся в 2002 году, всего за сборную он провёл 40 игр. Часто Пауль вступал в пререкания с Австрийским футбольным союзом, который неоднократно отстраняла его от игр за сборную из-за грубого поведения. В 2008 году Пауль проявил интерес к возвращению в сборную незадолго до начала Чемпионата Европы, но даже личная беседа с Йозефом Хикерсбергером, главным тренером сборной, не позволила ему попасть в заявку на чемпионат Европы. Только в августе месяце Шарнер вернулся в сборную, которой руководил Карел Брюкнер.
12 октября 2010 года Пауль Шарнер заработал свою первую красную карточку в матче с Бельгией, получив её на 68-й минуте встречи за грубую игру (сам матч завершился сверхрезультативной ничьей 4:4), но даже после этой выходки его не отстранили от игр. И всё же спустя два года Австрийский футбольный союз пожизненно лишил его права играть в сборной за то, что за несколько часов перед товарищеским матчем против Турции 15 августа Пауль самовольно покинул отель. Несмотря на его оправдания и заявления, что это произошло из-за конфликта с тренером, союз запретил ему играть за сборную вне зависимости от того, кто будет её возглавлять.

## Достижения
- Чемпион Австрии (1): 2003
- Обладатель Кубка Австрии (1): 2003
- Обладатель Кубка Норвегии (1): 2004
- Финалист английского Кубка лиги (1): 2006
- Обладатель Кубка Англии (1) : 2013